# Sternbalsam
Der Sternbalsam (Zaluzianskya capensis), auch Duftender Nachtphlox genannt, ist eine Pflanzenart aus der Gattung Zaluzianskya innerhalb der Familie der Braunwurzgewächse (Scrophulariaceae). Sie ist in Südafrika verbreitet.

## Beschreibung

### Vegetative Merkmale
Zaluzianskya capensis wächst als einjährige krautige Pflanze und erreicht Wuchshöhen von bis zu 50 Zentimetern. Es werden Faserwurzeln gebildet. Die aufsteigenden bis aufrechten, harten und schlanken Stängel verholzen nur selten etwas an ihrer Basis und verzweigen sich von Grund an. Die Stängel sind mehr oder weniger zottig behaart bis fast kahl.
Die gegen- und/oder wechselständig am Stängel angeordneten Laubblätter sind meist sitzend bis kaum erkennbar gestielt. Bei jungen Pflanzen stehen einige Laubblätter grundständig zusammen. Die Blattspreite ist bei einer Länge von 1 bis 5 Zentimetern relativ lang und schmal, linealisch oder die untersten lanzettlich mit stumpfem oberem Ende sowie glattem oder gezähntem Rand, es ist eine Blattader erkennbar.

### Generative Merkmale
Einige bis viele gestielte Blüten stehen am Ende des Stängels, in den Achseln höchstens 2,5 Zentimeter langer, bewimperter laubblattähnlicher Blätter, in einem länglichen, ährigen Blütenstand zusammen. Die Blütenknospen sind außen tief-weinrot und sehen wie ein Trommelstock aus, daher auch der englischsprachige Trivialname drumsticks.
Die zwittrigen Blüten sind radiärsymmetrisch und fünfzählig mit doppelter Blütenhülle. Die fünf Kelchblätter sind 8 bis 13 Millimeter lang und tief zweilappig, die Kelchlappen sind bewimpert und am oberen Ende kurz gezähnt. Die fünf außen purpurfarbenen bis bräunlichen und innen weißen Kronblätter sind röhrig verwachsen. Die Kronröhre ist außen drüsig-flaumig behaart und erweitert sich zu einem Schlund mit einem Durchmesser von 7,5 bis 16,5 Millimetern. Die freien Bereiche der Kronblätter sind tief zweilappig. Das Zentrum der phloxähnlichen (daher der Trivialname Nachtphlox) Blüte ist deutlich gelb. Es sind zwei Staubblattpaare vorhanden, wobei das obere gerade die Blütenkrone überragt. Der Griffel ist etwa so lang oder etwas länger als die Kronröhre.
Die kahle, zweiklappige Kapselfrucht ist 10 bis 13 Millimeter lang und enthält viele Samen.
Die Chromosomenzahl beträgt 2n = 12.

## Blütenbiologie
Die Blütezeit liegt im südafrikanischen Sommer meist zwischen Mai und November, manchmal schon von März an, gelegentlich bis Dezember. Der Sternbalsam öffnet seine Blüten am Abend oder nach Sonnenuntergang und sie bleiben bis zum frühen Morgen geöffnet; sie schließen sich langsam, bis sie mittags vollständig geschlossen sind, und bleiben bis zum nächsten Abend geschlossen. Sein süßer Duft, der an Mandeln und Marzipan erinnert, erfüllt die Luft besonders in langen Sommernächten. Es wird vermutet, dass die Bestäubung durch nachtaktive Insekten erfolgt, es könnten beispielsweise Motten der Familie Sphingidae sein.

## Verbreitung und Gefährdung
Zaluzianskya capensis ist in den südafrikanischen Provinzen Nord-, Ost- und Westkap verbreitet. Im Monitoringprogramm der Roten Liste gefährdeter Pflanzenarten Südafrikas wurde diese Art bisher noch nicht bearbeitet und so liegen keine Einschätzungen zur Gefährdung vor.

## Systematik
Die Erstveröffentlichung erfolgte 1771 unter den Namen (Basionym) Erinus capensis durch Carl von Linné in Mantissa Plantarum Altera. Generum editionis VI & specierum editionis II. Holmiae, S. 252. Das Artepitheton capensis bezieht sich auf die Herkunft aus der Kapregion. Die Neukombination zu Zaluzianskya capensis (L.) Walp. wurde durch Wilhelm Gerhard Walpers in Repertorium Botanices Systematicae (Walpers), III, S. 307 veröffentlicht. Der Gattungsname ehrt den böhmischen Arzt und Botaniker Adam Zaluziansky von Zaluzian (Adam Zaluzansky von Zaluzan)  (1558 – 1613). Synonyme für Zaluzianskya capensis (L.) Walp. sind: Erinus aethiopicus Thunb., Nycterinia capensis (L.) Benth., Nycterinia coriacea Benth., Nycterinia dentata Benth., Nycterinia longiflora Benth., Zaluzianskya coriacea (Benth.) Walp., Zaluzianskya dentata (Benth.) Walp., Zaluzianskya longiflora (Benth.) Walp.  Alle (beispielsweise die vier von Walpers) beschriebenen Subtaxa sind Synonyme.
Zaluzianskya capensis gehört zur Sektion Nycterinia in der Gattung Zaluzianskya.

## Nutzung
Der Sternbalsam kann als einjährige Beet- und Topfpflanze verwendet werden. Die Sorten zeichnen sich durch eine lange Blütezeit und intensiven Duft aus. Die Art gedeiht am besten auf nährstoffreichen, lockeren, gut drainierten Böden, die während des Sommers gut feucht gehalten werden sollten. Die Vermehrung kann durch Stecklinge oder Samen erfolgen. An Schädlingen können Blattläuse auftreten.